# Bell (Wisconsin)
Bell è un comune degli Stati Uniti, situato in Wisconsin, nella Contea di Bayfield.